# Église Saint-Martin d'Ygrande
L'église Saint-Martin est une église catholique située à Ygrande, en France.

## Localisation
L'église est située dans le département français de l'Allier, sur la commune d'Ygrande.

## Historique
L'édifice est classé au titre des monuments historiques en 1875.